# Mount Rushmore
Mount Rushmore National Memorial är ett 5 km² stort område i Keystone, South Dakota, USA som skapats till minnet av de första 150 åren i USA:s historia.
South Dakota-historikern Doane Robinson (1856–1946) anses vara den som kom på idén att skulptera kända personer i Black Hills-regionen i South Dakota, för att främja turismen i regionen. Berget i fråga var tidigare känt som "The Six Grandfathers", men även som Cougar Mountain, Sugarloaf Mountain, Slaughterhouse Mountain och Keystone Cliffs. Det döptes om efter Charles E. Rushmore, en framstående New York-advokat, under en expedition 1885 av David Swanzey (make till Carrie Ingalls) och Bill Challis.
Mount Rushmore är numera mest känt för de 18 meter höga granitbysterna föreställande de fyra amerikanska presidenterna George Washington, Thomas Jefferson, Theodore Roosevelt och Abraham Lincoln. Dessa enorma granitbyster skapades av den dansk-amerikanske skulptören Gutzon Borglum och hans son, Lincoln Borglum, tillsammans med 400 arbetare. Arbetet med konstverket påbörjades 1927 på initiativ av president Calvin Coolidge och avslutades i förtid den 31 oktober 1941, delvis på grund av att det saknades finansiering för det fortsatta arbetet i och med att alla USA:s finanser gick åt för krigsupprustningen inför landets intåg i andra världskriget.
I dag har Mount Rushmore blivit en symbol för USA och är en mycket populär turistattraktion som lockar drygt två miljoner besökare årligen.

## Varför dessa fyra presidenter
Gutzon Borglum valde dessa fyra presidenter eftersom de från hans perspektiv representerade de viktigaste händelserna i USA:s historia.
- George Washington (1732–1799), första presidenten, ledde kolonialisterna i det Nordamerikanska frihetskriget/Amerikanska revolutionen och vann självständighet från Storbritannien. Han var fader för det nya landet och lade grunden för amerikansk demokrati. Washingtons betydelse gör att han framträder mest på bergssidan.
- Thomas Jefferson (1743–1826), tredje presidenten, var huvudförfattaren av USA:s självständighetsförklaring, som inspirerat andra demokratier. Han köpte också loss Louisiana från Frankrike år 1803 och dubblade landets storlek.
- Theodore Roosevelt (1858–1919), 26:e presidenten, visade ledarskap under kraftig ekonomisk tillväxt in i 1900-talet. Han var tongivande i förhandlingarna kring utformningen av Panamakanalen, som länkade ihop öst med väst. Han var känd som ”Trust Buster” för sitt arbete emot stora företagsmonopol och tillförsäkra arbetstagare grundläggande rättigheter.
- Abraham Lincoln (1809–1865), 16:e presidenten, såg som sin största uppgift att hålla ihop nationen under dess största prövning, Amerikanska inbördeskriget mellan nord och syd om slaveriets avskaffande.

## Landrättigheter
Enligt The Treaty of Fort Laramie (1868) hade Lakota-folket rättigeterna till Black Hills för evigt. Men USA tog området från stammen efter Siouxkriget 1876. Medlemmar av American Indian Movement ledde en ockupation av monumentet 1970 och 1971. Som ett svar på Mount Rushmore påbörjades Crazy Horse Memorial byggas 1940 på en annan plats i Black Hills. Konstruktionen pågår fortfarande. När det är färdigt kommer det att vara 195 meter långt och 172 meter högt, och det skulle i så fall bli världens nästa högsta staty.
USA:s högsta domstol beslutade 1980, i rättsfallet United States v. Sioux Nation of Indians, att siouxerna inte hade fått rättvis kompensation för sin mark i Black Hills. Oglala Lakota Nations representant Nick Tilsen förklarade att hans folk inte skulle acceptera en uppgörelse, "eftersom vi inte kommer att nöja oss med något mindre än det fulla återlämnandet av våra landområden enligt de fördrag som våra nationer undertecknat och kommit överens om".